# La Bâtie-Divisin
La Bâtie-Divisin era una comuna francesa situada en el departamento de Isère, de la región de Auvernia-Ródano-Alpes, que el 1 de enero de 2016 pasó a ser una comuna delegada de la comuna nueva de Les Abrets-en-Dauphiné al fusionarse con las comunas de Fitilieu y Les Abrets.

## Demografía
| Gráfica de evolución demográfica de La Bâtie-Divisin entre 1800 y 2013 |
|                                                                        |

Los datos demográficos contemplados en este gráfico de la comuna de La Bâtie-Divisin se han cogido de 1800 a 1999 de la página francesa EHESS/Cassini, y los demás datos de la página del INSEE.